# CD Toledo
Der Club Deportivo Toledo ist ein spanischer Fußballverein aus der Stadt Toledo, Kastilien-La Mancha. Der 1928 gegründete Klub spielte in der Saison 2019/20 in der Tercera División.

## Geschichte
Der CD Toledo wurde 1928 gegründet und spielte in seiner mittlerweile über 90-jährigen Vereinsgeschichte insgesamt sieben Spielzeiten in der Segunda División. In den Jahren 1993 bis 2000 war der Club ununterbrochen in der zweiten Liga vertreten. Nach dem Abstieg in die dritte Liga wurde Toledo sogar in die Tercera División durchgereicht. Auch wenn es danach wieder aufwärtsging, verpasste man 2005/06 und 2006/07 jeweils als Dritter nach der regulären Saison den Aufstieg in die Segunda División B in den Play-offs.

## Stadion
Der CD Toledo spielt im Estadio Salto del Caballo, welches eine Kapazität von 5.300 Zuschauern hat.

## Trikot
- Heimtrikot: Komplett Grün
- Auswärts: Komplett Weiß

## Spielzeiten
- 2004/05: Tercera División – 10. Platz
- 2005/06: Tercera División – 3. Platz
- 2006/07: Tercera División – 3. Platz
- 2007/08: Tercera División – 1. Platz
- 2008/09: Tercera División – 1. Platz
- 2009/10: Segunda División B – 16. Platz
- 2010/11: Tercera División – 1. Platz
- 2011/12: Segunda División B – 17. Platz
- 2012/13: Tercera División – 1. Platz
- 2013/14: Segunda División B – 3. Platz
- 2014/15: Segunda División B – 9. Platz
- 2015/16: Segunda División B – 4. Platz
- 2016/17: Segunda División B – 2. Platz
- 2017/18: Segunda División B – 17. Platz
- 2018/19: Tercera División – 4. Platz

## Clubdaten
- Spielzeiten Liga 1: 0
- Spielzeiten Liga 2: 7
- Spielzeiten Liga 2B: 14
- Spielzeiten Liga 3: 40

## Bekannte ehemalige Spieler
- Marc Bernaus
- Mariano Juan
- Óscar Mena
- Léider Preciado
- Keith Thompson
- Nando Co
- Gábor Korolovszky
- Dmitri Popow
- Alejandro Varela
- Maikel Hermann
- Esteban Torre
- Luis Manuel
- José Luis Gallardo
- Javier Casquero
- Roberto Losada
- José Culebras
- Pablo Pinillos
- Luis García
- Raúl Valbuena
- Iñaki Muñoz
- José Barkero
- Keko
- Santiago Carpintero

## Trainer
- Gregorio Manzano (1998–1999)
- Carlos Sánchez Aguiar (2007–2008)